# 1350
1350 (MCCCL) je bilo navadno leto, ki se je po julijanskem koledarju začelo na petek.

## Dogodki
- Po razglasu papeža Klemena VI. drugo jubilejno leto, ki pa se obležuje v Avignonu.

### EpidemijaČrne smrti
- Epidemija kuge doseže vrhunec. Razmere se postopoma umirjajo, vendar kuga še naprej pustoši po trgovsko slabše povezanih pokrajinah, kamor napreduje počasneje. V manj poseljenih pokrajinah se uspejo izogniti večjim epidemijam, ki se nato sporadično pojavljajo še v naslednjih desetletjih. Z naraščanjem odpornosti prebivalstva je ob vsakem izbruhu tudi manjši delež žrtev. 
  - Tega leta kuga še resneje opustoši Škotsko. V vzhodni Evropi so izgube manjše, kar pa ne velja za Skandinavijo: na Norveškem pogubi več kot polovico prebivalstva.
- 6. januar - V Genovi je kuga v treh letih pogubila več deset tisoč ljudi oziroma okoli tretjino populacije. Ena od številnih žrtev je genovski dož Giovanni I. di Murta, ki ga je pogubil ponovni izbruh kuge po treh letih.
  - 9. januar - Po treh dneh je za novega, 3. doža po seznamu izvoljen Giovanni II. Valente, ki nemudoma prične s pripravami na vojno z Benetkami.

- 26. marec - Obleganje Gibraltarja, rekonkvista: kmalu po novem letu začne kuga pustošiti v kastiljskem taboru pred Gibraltarsko ožino. Izbruh povzroči paniko, ko začnejo pomirati mnoštva vojakov. Oficirji in spremstvo kraljevega dvora prosijo kralja Alfonza XI., da prekliče obleganje in razpusti vojsko, kar kralj kategorično zavrne. Omenjenega dne tudi sam podleže epidemiji kuge in s tem postane edini evropski kralj, ki je podlegel tej bolezni. Mavrski Gibraltar je za nekaj časa rešen in granadski emir Jusuf I. pusti Kastiljcem, da se v miru umaknejo.
  - Umrlega kralja nasledi sin Peter, kasneje imenovan Peter Kruti[1], ki pa je sprva še pod vplivom matere Marije Portugalske, ki je do umrlega soproga gojila globoko sovraštvo. Posteljo in dvor je kralj namreč delil z ljubico Eleanoro Guzman, s katero sta imela deset nezakonskih otrok. Svoje sposobnosti pokaže tudi najstarejši med njimi, šestnajst letni Alfonzov nezakonski sin Henrik, ki zbere nasprotnike novega kralja. 1351 ↔
- Cambridge, Anglija: v škofiji Norwich, kjer je kuga pogubila več kot 700 duhovnikov  tamkajšnji škof William Bateman financira ustanovitev novega kolidža Trinity Hall v okviru Univerze Cambridge.

### Rimsko-nemško cesarstvo
- april - Brandenburg, Nemčija: preiskovalci dokažejo nemškemu kralju Karlu IV. Luksemburškemu, da je brandenburški mejni grof Valdemar že zdavnaj mrtev in da je oseba, ki jo je nastavil na njegovo mesto, prevarant. S to potezo je šel Karel IV. v rivalstvu z bavarsko hišo Wittelsbaških bistveno predaleč, zato pomiri strasti in prevaranta odstavi oziroma prestavi na nek manj pomemben dvor.
- 23. maj - Holandija: Vilijem I.[2], bavarski vojvoda in drugi sin umrlega rimsko-nemškega cesarja Ludvika IV., se spre s svojo materjo in cesarico-vdovo Margareto Avesneško[3] za grofije Holandija, Hainaut in Zeelandija. En del plemstva in meščanstva podpre Vilijema, drugi del Margareto. Tega dne Vilijemovi podporniki ustanovijo stranko Kavljev (Hoekse).
- 6. junij - V atentatu je umorjen oglejski patriarh Bernard od Svetega Genazija. Nasledi ga Nikolaj Luksemburški, nezakonski sin češkega kralja Ivana Slepega, ki je padel leta 1346 pri Crécyu. 1358 ↔
- 5. september - Holandija: po združitvi privržencev Vilijema V. v stranko Kavljev se združijo še privrženci njegove matere Margarete I., ki tega dne ustanovijo stranko Polenovk (Kabeljauwse). Razmeroma ozek znotraj dinastični spor med sinom in materjo preraste v dolgotrajno  državljansko vojno med Kavlji in Polenovkami, ki se konča šele leta → 1490.
- oktober - Firence: spoprijateljita se humanista Giovanni Boccaccio in Francesco Petrarca.
- Praga: samozvani rimski ljudski tribun Cola di Rienzo, čigar diktatorsko samopašništvo je presedlo Rimljanom, se zateče na dvor češkega/nemškega kralja Karla IV. Luksemburškega v upanju, da se mu bo prikupil proti skupnemu političnemu nasprotniku papežu Klemenu VI.. Karel IV., nasprotno, da Colo di Rienzo okovati v verige in zapreti v temnico. 1352 ↔
- Švica: zürichški župan Rudolf Brun uniči prohabsburške nasprotnike, ki so se zatekli v utrdbo Rapperswil. 1351 ↔
- Italija: Florentinci se ustrašijo nove moči v Lombardiji in sicer milanskega nadškofa in de facto vladarja Milana Giovannija Viscontija, ki istega leta osvoji Bologno. S pomočjo papeškega legata oblikujejo zavezništvo proti Milanu. 1351 ↔

### Ostalo
- 19. februar - Poroka med francoskim kronskim princem Ivanom Valoiškim in dedinjo grofij Auvergne in Boulogne Ivano I.
- 3. april - Umrlega burgundskega vojvodo Odona IV. nasledi mladoletni vnuk Filip I.. Regentstvo vodi njegova mati, francoska kraljica Ivana I., ki ga je rodila v prvem zakonu.
- april - Nova invazija ogrskega kralja Ludvika I. na Neapeljsko kraljestvo. Izvidnica pod vodstvom Štefana II. Lackovića, ki jo je leto dni poprej poslal v južno Italijo, mu je napravila medvedjo uslugo, saj se je tačas, ko je čakala prihod kraljeve glavnine, kratkočasila z ropanjem in teroriziranjem lokalnega prebivalstva. Ogrska vojska zato naleti na močan odpor mest italijanskega Mezzogiorna.
- 3. avgust - Neapeljsko kraljestvo: ogrska armada pod vodstvom Ludvika I. zavzame Averso v neposedni bližini Neaplja. Neapeljska kraljica Ivana I. in njen soprog Ludvik Tarantski ponovno pobegneta. Na srečo Napolitancev kralj Ludvik I. ugotovi, da je finančno na robu bankrota in se vrne nazaj na Ogrsko. 1351 ↔

- 22. avgust - Umrli francoski kralj Filip VI. zapusti precej razsuto in opustošeno državo, ki jo je izčrpala draga vojna z Anglijo, dotolkel pa izbruh kuge. Nehvaležno dediščino nasledi najstarejši sin umrlega Ivan II.
- 29. avgust - Bitka pri Winchelseaju, stoletna vojna: angleška flota pod vodstvom kralja Edvarda III. in prestolonaslednika Črnega princa premaga kastiljsko gusarsko floto pod vodstvom Don Carlosa de la Cerde, ki je v službi francoske krone. Kastiljci so plenili angleške trgovske ladje na poti v Flandrijo in Edvard III. se je odločil obračunati z njimi. Edvard III. se neposredno udeleži bitke in njegova ladja je ena od dveh angleških, ki potoneta. Kastiljci imajo občutnejše izgube.
- 17. november - Novi genovski dož Giovanni II. Valente vzame priprave na vojno z Benetkami resno in si vi imenu genovske signorije sposodi visoko posojilo z 10 % obrestmi.
- Bizantinsko cesarstvo: po kratki, a gospodarsko uničujoči vojni z Genovsko republiko, se Bizantinsko cesarstvo ponovno tesneje poveže z Benetkami in poskuša po stari navadi med sabo izigrati nasprotnika v permanentni vojni. Z omenjeno potezo bizantinskega cesarja Ivana VI. Kantakuzena se Genovčani sicer ne premaknejo iz Galate. V kombinaciji sporov med Genovsko republiko in aragonsko krono za Sardinijo pa postane nova vojna z Genovo mikavna tudi za Benečane.
  - Moskovski knez Simeon se ponudi, da bo obnovil baziliko Hagijo Sofijo, ki jo je močno načel potres leta 1344. Bazilika je naslednja tri leta zaradi obnove zaprta → 1354.
- Japonska: na Severnem dvoru se spreta šogun Ašikaga Takaudži in njegov brat Ašikaga Tadajoši. Spor vodi v kratko, a burno državljansko vojno, od katere vse koristi požanje sicer vojaško podhranjeni Južni dvor z legitimnim cesarjem Go-Murakamijem, ki si pridobi Tadajošija na svojo stran. Brata se spreta, ko Takaudži po Tadajošijevem mnenju podeli preveč privilegijev klanu Kō, le-ta pa prisili Tadajošija, da se pomeniši. 1351 ↔
- Indonezija: kraljica-regentka Madžapahitskega cesarstva Tribhuvano Vidžajatunggadevi nasledi Hajam Vuruk.
- Magreb: odstavljeni marinidski sultan Abu al-Hasan Ali ibn Osman je še vedno na udaru svojega sina Abu Inana Farisa. Po uničujočem porazu se Abu al-Hasan umakne v gorovje Atlas, kjer po nekaj mesecih osamljenega skrivanja končno kapitulira in abdicira. V strahu pred revanšizmom svojega sina nadaljuje s skrivanjem. 1351 ↔
- Potovanja maroškega popotnika Ibn Batute: ko epidemija kuge opustoši kastiljski tabor, ki je oblegal mavrski Gibraltar, nadaljuje s potovanjem po Granadskem emiratu preden se vrne nazaj čez preliv. 1351 ↔
- Peru: umrlega inkovskega kralja Kapaka Jupankija nasledi sin Inka Roka. Tisti čas je inkovsko kraljestvo še bolj mestna kraljevina.

## Rojstva
- 23. januar - Vincent Ferrer, katalonski misijonar, teolog, svetnik († 1419)
- 13. april - Margareta III., flandrijska grofica, burgundska grofica (II.), burgundska vojvodinja († 1405)
- 27. junij - Manuel II. Paleolog, bizantinski cesar († 1425)
- 12. oktober - Dimitrij Ivanovič Donski, moskovski knez, vladimirski veliki knez († 1389)
- 25. november - Katherine Swynford, angleška plemkinja, vojvodinja Lancaster († 1403)
- 27. december - Ivan I., aragonski kralj († 1396)

Neznan datum
- Agnolo Gaddi, italijanski (florentinski) slikar († 1396)
- Anabella Drummond, škotska kraljica, soproga Roberta III. († 1401)
- Andrew Wyntoun, škotski kronist, pesnik († 1425)
- Antonio Panciera, oglejski patriarh († 1431)
- Bogislav VI., vojvoda Pomeranije-Wolgasta († 1393)
- papež Bonifacij IX. († 1404)
- Florens Radewyns, holandski mistik († 1400)
- Giorgio Adorno, 17. genovski dož († 1415)
- Hrvoje Vukčić Hrvatinić, hrvaški ban, bosanski nadvojvoda, splitski vojvoda († 1416)
- Ivan Šišman, bolgarski car († 1395)
- Janez Aquila, štajersko-prekmurski slikar († 1406)
- John I. Stanley, angleški plemič, irski podkralj, kralj otoka Man († 1414)
- Leonor Téllez de Meneses, portugalska kraljica, regentinja († 1386)
- Madhava iz Sangamagrame, indijski matematik in astronom († 1425)
- Miloš Obilić , srbski plemič († 1389)
- Rainer II., monaški vladar († 1407)
- Ulrich Ensingen, nemški arhitekt in gradbeni mojster († 1419)
- Vytautas Veliki, litvanski veliki knez († 1430)

## Smrti
- 6. januar - Giovanni I. di Murta, 2. genovski dož
- 26. marec - Alfonz XI., kastiljski kralj (* 1311)
- 3. april - Odo IV., vojvoda Burgundije[4], grof Artoisa, grof Burgundije[5] (* 1295)
- 6. junij - Bernard od Svetega Genazija, oglejski patriarh (* 1258)
- 22. avgust - Filip VI., francoski kralj (* 1293)
- 15. september - Ibn Kaijijim Al Džauzija, islamski pravnik šole hanbali (* 1292)

Neznan datum
- Jošida Kenko, japonski pisatelj (* 1283)
- Juan Ruiz, kastiljski pesnik (* 1283)
- Kapak Jupanki, inkovski kralj
- Namadeva, hindujski pesnik, svetnik (* 1270)
- Rihard iz Campsalla, angleški logik in filozof (* 1285)
- Stefano Fiorentino, italijanski (florentinski) slikar (* 1301)
- Tribhuvana Vidžajatunggadevi[6], kraljica-regentka Madžapahitskega cesarstva

Fiktiven lik: 
- Till Eulenspiegel, literaren lik nizkonemškega ljudskega izročila, primerljiv s slovenskima Pavliho in Lažnivim Kljukcem (* 1300)